# Меруока
Меруока (порт. Meruoca)  —  муниципалитет в Бразилии, входит в штат Сеара. Составная часть мезорегиона Северо-запад штата Сеара. Входит в экономико-статистический  микрорегион Меруока. Население составляет 11 999 человек на 2006 год. Занимает площадь 144,940 км². Плотность населения — 82,8 чел./км².

## Статистика
- Валовой внутренний продукт на 2003 составляет 21.340.761,00 реалов (данные: Бразильский институт географии и статистики).
- Валовой внутренний продукт на душу населения на 2003 составляет 1.824,62 реалов (данные: Бразильский институт географии и статистики).
- Индекс развития человеческого потенциала на 2000 составляет 0,638 (данные: Программа развития ООН).